# Grantham Island
Grantham Island är en ö i Australien. Den ligger i delstaten South Australia, omkring 250 kilometer väster om delstatshuvudstaden Adelaide. Arean är 0,45 kvadratkilometer. Den sträcker sig 1,0 kilometer i nord-sydlig riktning, och 0,9 kilometer i öst-västlig riktning.
I omgivningarna runt Grantham Island växer huvudsakligen savannskog. Trakten runt Grantham Island är nära nog obefolkad, med mindre än två invånare per kvadratkilometer. Genomsnittlig årsnederbörd är 585 millimeter. Den regnigaste månaden är juni, med i genomsnitt 126 mm nederbörd, och den torraste är januari, med 16 mm nederbörd.